# Ribeira da Cruz
Ribeira da Cruz (em Crioulo cabo-verdiano (escrito em ALUPEC): Rbera do Kruz) é uma aldeia a norte da ilha de Santo Antão, em Cabo Verde.

## Aldeias próximas
- Alto Mira

## Referěncias
1. ↑  «Censo INE 2010». Consultado em 28 de novembro de 2017. Arquivado do original em 9 de abril de 2014

| O ilha de Santo Antão |
| --- |
| Vilas e aldeias Alto Mira \| Chã das Furnas \| Chã da Igreja \| Coculi \| Corvo \| Cruzinha \| Curral da Russa \| Eito \| Eito de Baixo \| Espongeiro \| Fontainhas \| Formiguinhas \| Janela \| Lomba dos Pombas \| Lomba de Santo \| Lourenço \| Monte Trigo \| Paul \| Passo \| Pombas \| Ponta do Sol \| Porto Novo \| Ribeira Alta \| Ribeira da Cruz \| Ribeira das Bras \| Ribeira Grande \| Sinagoga \| Tarrafal de Monte Trigo |
| Municípios Paul \| Porto Novo \| Ribeira Grande |
| Cabo Verde \| Barlavento \| Santo Antão |